# Гримли, Мартин
Мартин Эндрю Гримли (англ. Martyn Andrew Grimley, род. 24 января 1963, Галифакс, Уэст-Йоркшир) — английский и британский хоккеист (хоккей на траве), полузащитник. Олимпийский чемпион 1988 года, серебряный призёр чемпионата мира 1986 года, серебряный призёр чемпионата Европы 1987 года.

## Биография
Мартин Гримли родился 24 января 1963 года в британском городе Галифакс в Англии.
Играл в хоккей на траве за «Хаунслоу» из Лондона и «Бруклендс» из Манчестера.
В 1984 году дебютировал в составе сборной Англии.
В 1986 году в составе сборной Англии завоевал серебряную медаль чемпионата мира в Лондоне.
В 1987 году в составе сборной Англии завоевал серебряную медаль чемпионата Европы в Москве.
В 1988 году вошёл в состав сборной Великобритании по хоккею на траве на летних Олимпийских играх в Сеуле и завоевал золотую медаль. Играл на позиции полузащитника, провёл 7 матчей, мячей не забивал.
В течение карьеры провёл за сборные Великобритании и Англии 178 матчей.
В 1986—1987 годах работал учителем физического воспитания в школе Банбери в Оксфордшире, после чего перешёл на работу в колледж Далвич в Лондоне, где преподавал географию и физическое воспитание. После Олимпиады сменил сферу деятельности и работал в Zürich Financial Services, руководил компанией, предоставляющей финансовые услуги. Был тренером «Бруклендса».
Занимается гольфом. В 2018 году стал чемпионом Cheshire Seniors Strokeplay.